# Sondre Pernes
Sondre Pernes (16 ottobre 1998) è un giocatore di calcio a 5 e calciatore norvegese, difensore del KFUM Oslo e difensore del Manglerud Star.

## Carriera
Cresciuto nelle giovanili del KFUM Oslo, a partire dal campionato 2015-2016 ha iniziato a giocare per la divisione del club dedicata al futsal, militante nella massima divisione del campionato norvegese.
Attivo comunque anche nel calcio, come previsto dai regolamenti della Norges Fotballforbund, ha giocato per il KFUM Oslo 2, squadra riserve del club omonimo.
Nel 2019, Pernes ha lasciato il KFUM Oslo 2 per giocare nel Manglerud Star.
Il 22 febbraio 2021, Skindlo è stato convocato dal commissario tecnico della Nazionale di calcio a 5 della Norvegia Silvio Crisari in vista delle due partite da disputarsi contro la Polonia i successivi 5 e 8 marzo.